# Hipopòtam nan malgaix
Diverses espècies d'hipopòtam nan malgaix visqueren a l'illa de Madagascar, però actualment són extintes. Aquests animals eren molt similars als actuals hipopòtam i hipopòtam nan. El registre fòssil suggereix que,com a mínim, una d'aquestes espècies d'hipopòtam nan malgaix va sobreviure fins fa uns 1.000 anys, i altres evidències suggereixen que va viure fins molt més recentment. La taxonomia d'aquests animals encara no està resolta. Diverses espècies es creu que van sobreviure dins l'era de l'Holocè.

## Descobriment

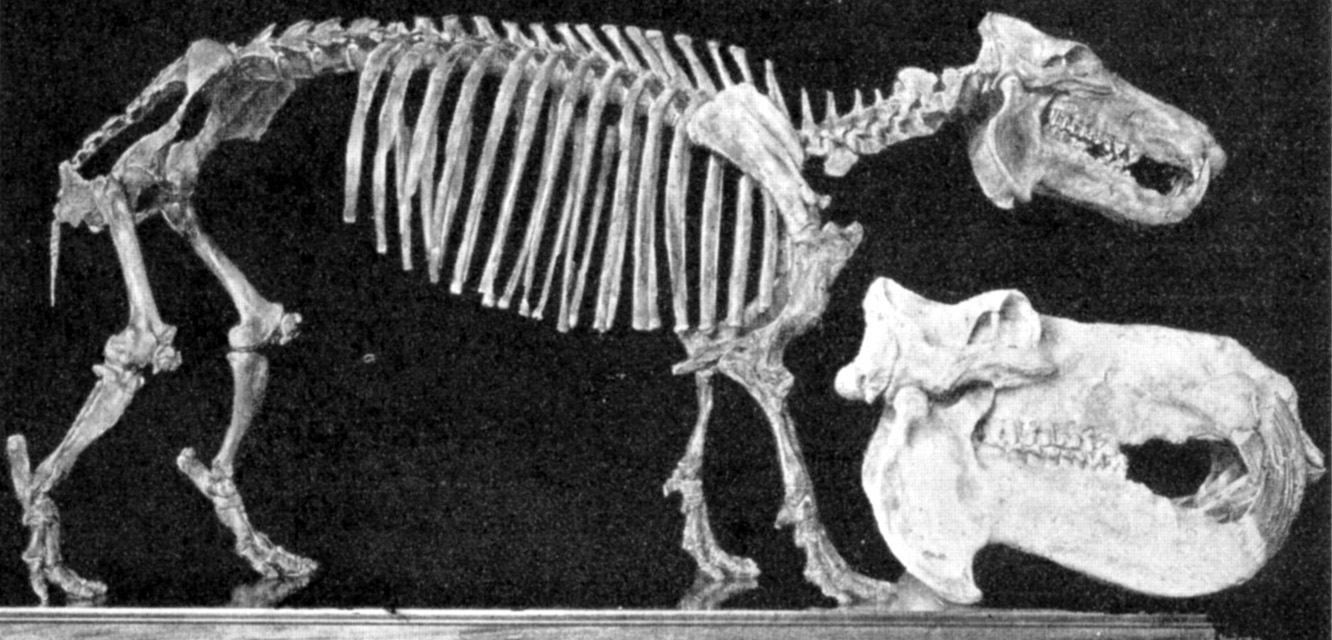
Esquelet de Choeropsis madagascariensis amb un crani de H. amphibius

L'hipopòtam malgaix va ser descrit primer per part d'Alfred Grandidier a la meitat del segle xix, quan va desenterar prop de 50 exemplars d'hipopòtam prop del Llac Ranobe, a pocs quilòmetres del Canal de Moçambic. Es van acabar identificant unes 4 espècies d'hipopòtams, tanmateix Solweig Stuenes va concloure que només hi havia dues espècies d'hipopòtam i les va classificar com Hippopotamus lemerlei i Hippopotamus madagascariensis. l'any 1990, Faure i Guerin en van descobrir una tercera espècie, Hippopotamus laloumena. Harris va suggerir que H. madagascariensis tenia més en comú amb l'actual hipopòtam nan d'Àfrica occidental. Alguns taxonomistes consideren que s'ha d'ubicar dins el gènere Choeropsis com C. madagascariensis.

## Espècies
Generalment s'accepten tres espècies d'hipopòtam malgaix. No se sap com arribaren a l'illa de Madagascar, però és possible que sobrevivissin a una travessia de 400 km a través de l'aigua marina del canal de Madagascar. Els hippòtams on els únics ungulats endèmics que han arribat a viure a Madagascar.

### H. lemerlei

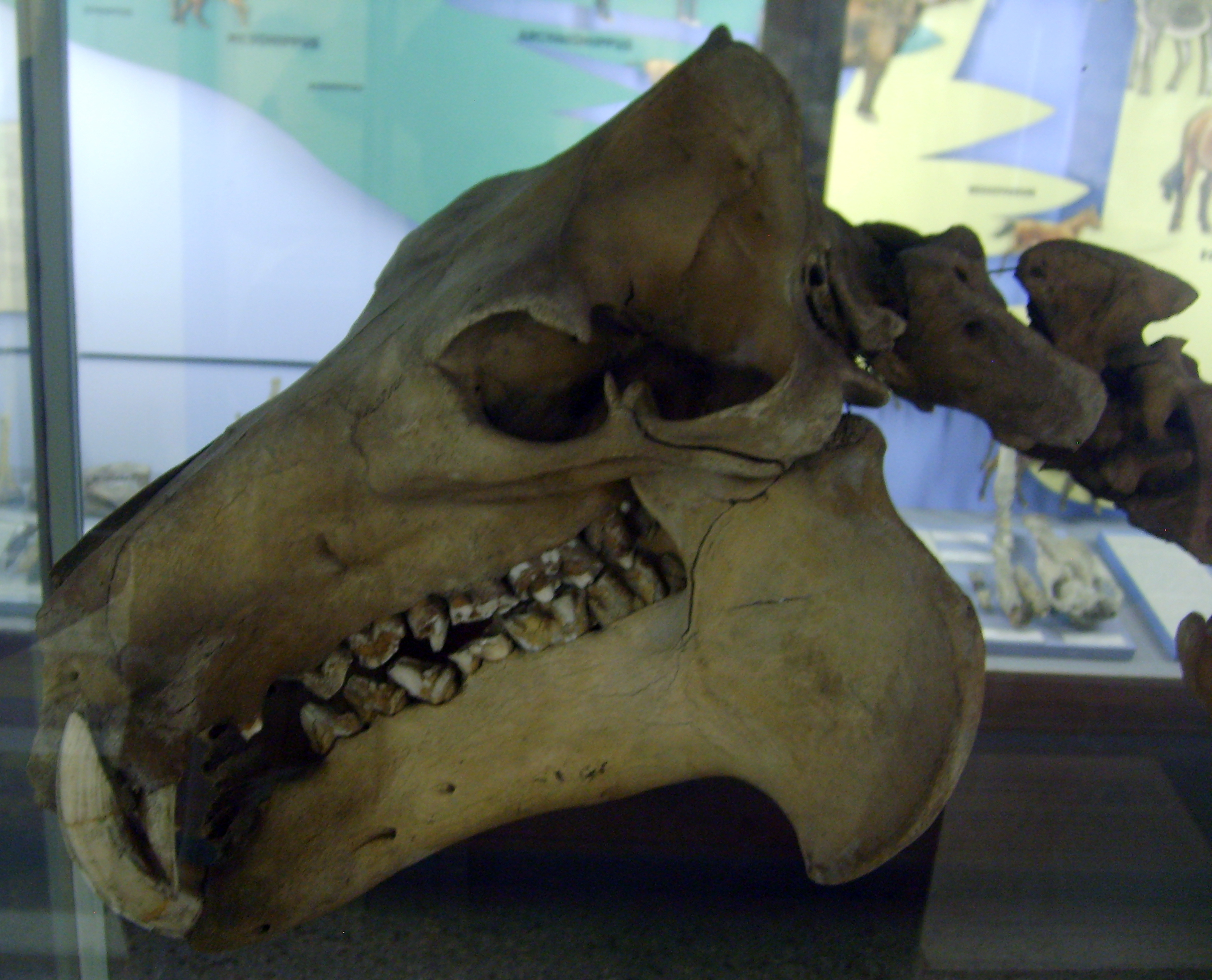
Hippopotamus lemerlei

Hippopotamus lemerlei vivia en rius i llacs i tenia les òrbites oculars grosses i ran dimorfisme sexual. Feia uns 2 m de llargada.
Els ossos fòssils del H. lemerlei han estat datats d'uns 1,000 anys enrere (980±200).

### C. madagascariensis
També anomenat hipopòtam malgaix nan. tenia ulls al costat del seu cap en lloc de grans òrbites oculars

### H. laloumena
El 1990, Faure i Guerin described descrigueren una tercera espècie d'hipopòtam malgaix, Hippopotamus laloumena (laloumena és la paraula que en idioma malgaix significa 'hipopòtam'), només està identificat per una mandíbula que es va trobar prop de Mananjary a la costa est de Madagascar.
Era un animal més gros que els hipopòtams nans però no tan gros com els hipopòtams actuals